# 섀도 워리어
《섀도 워리어》(Shadow Warrior)는 현대의 닌자 전사인 로왕(Lo Wang)이 주인공인 1인칭 슈팅 비디오 게임 시리즈이다. 《섀도 워리어 (1997)》과 2개의 확장팩 트윈 드래곤(1998년), 원튼 디스트럭션(2005년), 그리고  《섀도 워리어 (2013)》, 섀도 워리어 2(2016년), 3번째 섀도 워리어 3 3개 엔트리의 리부트 작품으로 구성된다. 이 시리즈는 3D 렐름이 처음으로 개발하였으며 GT 인터랙티브가 배급하였다.

## 게임
- 섀도 워리어 (1997)
- 섀도 워리어 (2013)
- 섀도 워리어 2 (2016)
- 섀도 워리어 3 (2022)